# Lechstaustufe 20 – Scheuring
Die Lechstaustufe 20 – Scheuring ist eine Staustufe des Lechs zwischen Landsberg am Lech und Augsburg und liegt am Flusskilometer 67,8 auf dem Gebiet der Gemeinde Scheuring im Landkreis Landsberg am Lech.

## Technik
Betreiber des Laufwasserkraftwerkes ist die Uniper Kraftwerke, die erzeugte Leistung beträgt 12,2 MW bei einer Fallhöhe von 10,0 m mithilfe dreier Kaplan-Turbinen.
Das Kraftwerk ist seit 1980 in Betrieb und wird in der Kraftwerksliste der Bundesnetzagentur als BNA1246 geführt.
Der erzeugte Strom wird von einer Schaltanlage vor Ort in das Netz der Bayernwerk AG eingespeist.
Der Ausbaudurchfluss des Kraftwerkes beträgt 142,5 m³/s, das Regelarbeitsvermögen 59.816 MWh pro Jahr.
Im Jahr 2014 musste eine entstandene Auskolkung betoniert werden.
Siehe auch: Liste von Wasserkraftwerken in Deutschland

## Stausee
Der sich südlich anschließende Stausee ist etwa 4,1 km lang und 0,3 km breit, er umfasst circa 40 ha. Westlich erstreckt sich das Lechfeld mit dem Fliegerhorst Lechfeld.
Der südliche Teil des Stausees ist je nach Wasserablass der Lechstaustufe 19 als Fließstrecke zu betrachten.